# 富井一雄
富井 一雄（とみい かずお、1908年8月14日 - 1998年2月8日）は、日本の経営者。ユニチカ社長を務めた。奈良県出身。

## 経歴・人物
1930年に高岡高等商業学校（現富山大学）を卒業し、翌年に日本レイヨンに入社した。1959年に取締役に就任し、常務、専務を経て、1970年に社長に就任し、1972年から相談役、顧問、名誉顧問を歴任した。
1981年11月に勲三等旭日中綬章を受章。
1998年2月8日慢性呼吸不全のために死去。89歳没。